# Amastus vicinus
Amastus vicinus är en fjärilsart som beskrevs av De Toulgoët 1984. Amastus vicinus ingår i släktet Amastus och familjen björnspinnare. Inga underarter finns listade i Catalogue of Life.